# Michael Arndt
Michael Arndt (McLean; Virginia, 22 de noviembre de 1970) es un guionista estadounidense conocido por escribir los guiones de Pequeña Miss Sunshine y Toy Story 3, entre otros.

## Carrera
Después de graduarse en la Universidad de Nueva York, Arndt fue un lector de guiones por un tiempo antes de empezar a escribir los suyos. Es conocido por el de su primera película, Pequeña Miss Sunshine, por la que recibió varios premios, incluyendo el Óscar al mejor guion original. En 2012 escribió la primera versión de Episodio VII de la saga Star Wars, pero en octubre de 2013 se anunció que Lawrence Kasdan y el director J. J. Abrams estaban reescribiéndolo.

## Filmografía
| Año  | Título                                              | Papel                                           | Notas |
| ---- | --------------------------------------------------- | ----------------------------------------------- | ----- |
| 2006 | Little Miss Sunshine                                | Guion                                           |       |
| 2008 | WALL·E                                              | Equipo creativo senior de Pixar                 |       |
| 2009 | Up                                                  | Equipo creativo senior de Pixar (sin acreditar) |       |
| 2010 | Toy Story 3                                         | Guion, Equipo creativo senior de Pixar          |       |
| 2011 | Cars 2                                              | Equipo creativo senior de Pixar                 |       |
| 2012 | Brave                                               | Material adicional                              |       |
| 2013 | Oblivion                                            | Guion                                           |       |
| 2013 | Monsters University                                 | Agradecimientos especiales                      |       |
| 2013 | Los juegos del hambre: en llamas                    | Guion                                           |       |
| 2015 | Inside Out                                          | Material adicional historia                     |       |
| 2015 | Star Wars: Episodio VII - El despertar de la Fuerza | Guion original                                  |       |
| 2017 | The Greatest Showman                                | Guion                                           |       |
| 2018 | Los Increíbles 2                                    | Material adicional historia                     |       |
| 2020 | Onward                                              | Agradecimientos especiales                      |       |
| 2022 | Lightyear                                           | Agradecimientos especiales                      |       |

## Premios y nominaciones
Premios Óscar
| Año  | Categoría            | Película             | Resultado |
| ---- | -------------------- | -------------------- | --------- |
| 2007 | Mejor Guion Original | Little Miss Sunshine | Ganador   |
| 2011 | Mejor Guion Adaptado | Toy Story 3          | Nominado  |

Premios BAFTA
| Año  | Categoría            | Película             | Resultado |
| ---- | -------------------- | -------------------- | --------- |
| 2007 | Mejor Guion Original | Little Miss Sunshine | Ganador   |